# Hilarion (Prochorow)
Hilarion, imię świeckie: Nikołaj Iwanowicz Prochorow (ur. 25 lutego?/9 marca 1889 w chutorze Michajłowskim, zm. 27 stycznia 1973) – rosyjski biskup prawosławny.

## Życiorys
W 1910 ukończył jako najlepszy absolwent seminarium duchowne w Kursku. W 1915 biskup biełgorodzki Nikodem (Kononow) wyświęcił go na diakona, a następnie na kapłana. Był duchownym żonatym. Równolegle ze służbą w eparchii kurskiej duchowny był nauczycielem szkół parafialnych i ziemskich we wsi Woszczynino. Od 1928 był proboszczem parafii Przemienienia Pańskiego w Biełopolu. Otrzymał godność protoprezbitera.
W 1943 owdowiał. 8 września 1945 decyzją Świętego Synodu Rosyjskiego Kościoła Prawosławnego otrzymał nominację na biskupa sumskiego i achtyrskiego, po złożeniu ślubów mniszych. 28 września 1945 w Ławrze Pieczerskiej złożył wieczyste śluby zakonne z imieniem Hilarion. 30 września 1945 w soborze św. Włodzimierza w Kijowie miała miejsce jego chirotonia biskupia. W grudniu 1951 został przeniesiony na katedrę kirowohradzką, zaś w listopadzie 1953 objął zarząd eparchii ufijskiej. W 1957 otrzymał godność arcybiskupa.
Od 1958 do 1963 był biskupem iwanowskim, zaś w 1963 krótko zarządzał eparchią omską i tiumeńską. Następnie był biskupem rostowskim (1967–1969), a następnie penzeńskim (1969–1970). W 1970 odszedł w stan spoczynku i trzy lata później zmarł.